# Sombo
Sombo é uma vila e comuna angolana que se localiza na província de Lunda Sul, pertencente ao município de Saurimo.